# Manchuela (vino)
Manchuela es una denominación de origen (DO) cuya zona de producción se encuentra en las provincias de Cuenca y Albacete. En total son 70 términos municipales de dichas provincias. Obtuvo la calificación de denominación de origen en el año 2000.
La denominación de origen protegida Manchuela obtuvo su registro ante la Unión Europea el 17 de febrero de 2006. También cuenta con registro ante la Organización Mundial de la Propiedad Intelectual desde 22 de junio de 2021.

## El entorno
La altitud de los viñedos está comprendida entre los 600 y 700 metros sobre el nivel del mar, los suelos son arcillosos y el clima es continental con una temperatura media de 13° anualmente, las precipitaciones rondan los 600 l/m².

## Características de los vinos
- Tintos: Son vinos de 12° a 14,5° de aromas afrutados, cristalinos, con acidez bastante correcta y lágrima densa, siendo predominantes los de las variedades tempranillo y bobal, dependiendo de las zonas.
- Rosados: Vinos de 11,5° a 13°. Realizados a partir de coupage de uvas blancas y tintas de distintas variedades o procedentes de Tempranillo fermentado sin los hollejos.
- Blancos: Vinos de 11° a 13°. Donde destacan las variedades Macabeo y Verdejo.

## Uvas
- Cabernet Sauvignon
- Merlot
- Syrah
- Garnacha
- Monastrell
- Tempranillo
- Bobal
- Chardonnay
- Macabeo
- Sauvignon Blanc

## Añadas

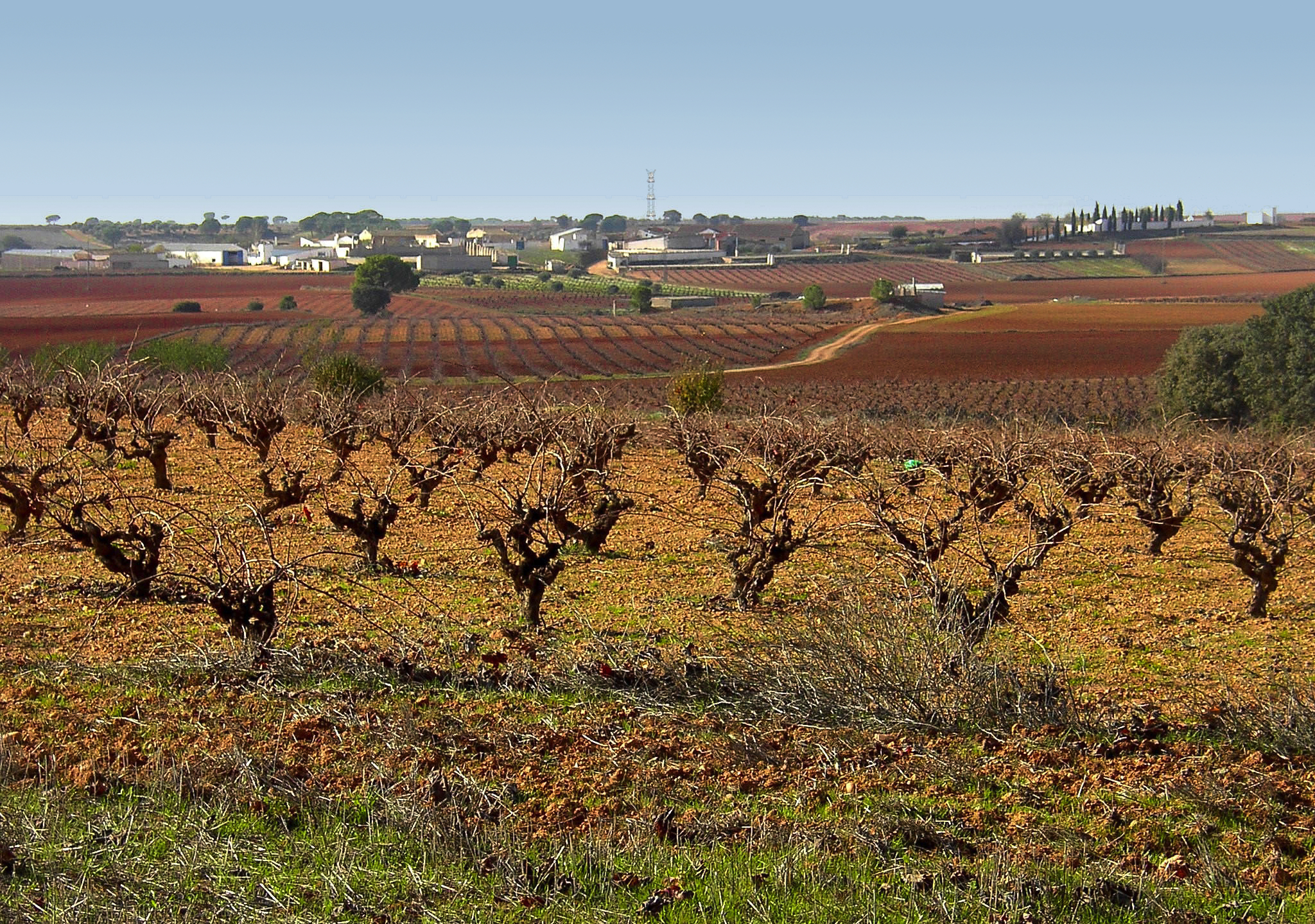
Viñas en Casas de Santa Cruz

- 2000 Buena
- 2001 Buena
- 2002 Buena
- 2003 Muy Buena
- 2004 Buena
- 2005 Muy Buena
- 2006 Muy Buena
- 2007 Muy Buena
- 2008 Muy Buena
- 2009 Excelente
- 2010 Muy Buena
- 2011 Excelente
- 2012 Mue Buena
- 2013 Buena
- 2014 Muy Buena
- 2015 Muy Buena
- 2016 Muy Buena[6]
- 2017 Excelente
- 2018 Excelente
- 2019 Muy Buena
- 2020 Muy Buena
- 2021 Buena
- 2022 Excelente

## Bodegas
- Bodega Andres Iniesta

- Bodegas y Viñedos Ponce

- Bodegas y Viñedos Vega Tolosa

- Cooperativa San Isidro de Madrigueras

- Finca Sandoval

- Bodega Señorio del Júcar

- Las bodegas que se encuentran dentro de la DO Manchuela, pero no están acogidas a esta, comercializan sus vinos bajo la calificación Vino de la Tierra de Castilla.